# Henri
De naam Henri is een voornaam die gebruikt wordt voor jongens en meisjes. De naam is een (Franstalige) afleiding van de naam Hendrik of Hendrikje. 

## Bekende naamdragers
- Henri Bol (1945-2000), Nederlandse kunstschilder
- Henri Giscard d'Estaing, Frans ondernemer
- Henri Van Daele, Belgisch toneelschrijver
- Henri van der Aat, commercieel directeur van AFC Ajax
- Henri Van Dyck, Belgisch kunstschilder
- Henri van de Velde, Nederlands kunstschilder
- Henri van Luxemburg, groothertog van Luxemburg